# ガウス写像

ガウス写像は、表面上または曲線上の全ての点から単位球上の対応する点にマッピングする。

ガウス写像（ガウスしゃぞう、英: Gauss map）は、微分幾何学における概念であり、向き付けられた滑らかな曲面Mで各点に於ける単位法線ベクトルを滑らかに定めることができる写像のこと。ガウス写像は、ある曲面上の領域を球面上の領域に投影し、この曲面上の全ての点から単位球上の対応する点にマッピングする。与えられた点での主曲率であるガウス曲率は、ある点での最大曲率と最小曲率の積と定義される。